# Universiteit van Maryland, College Park

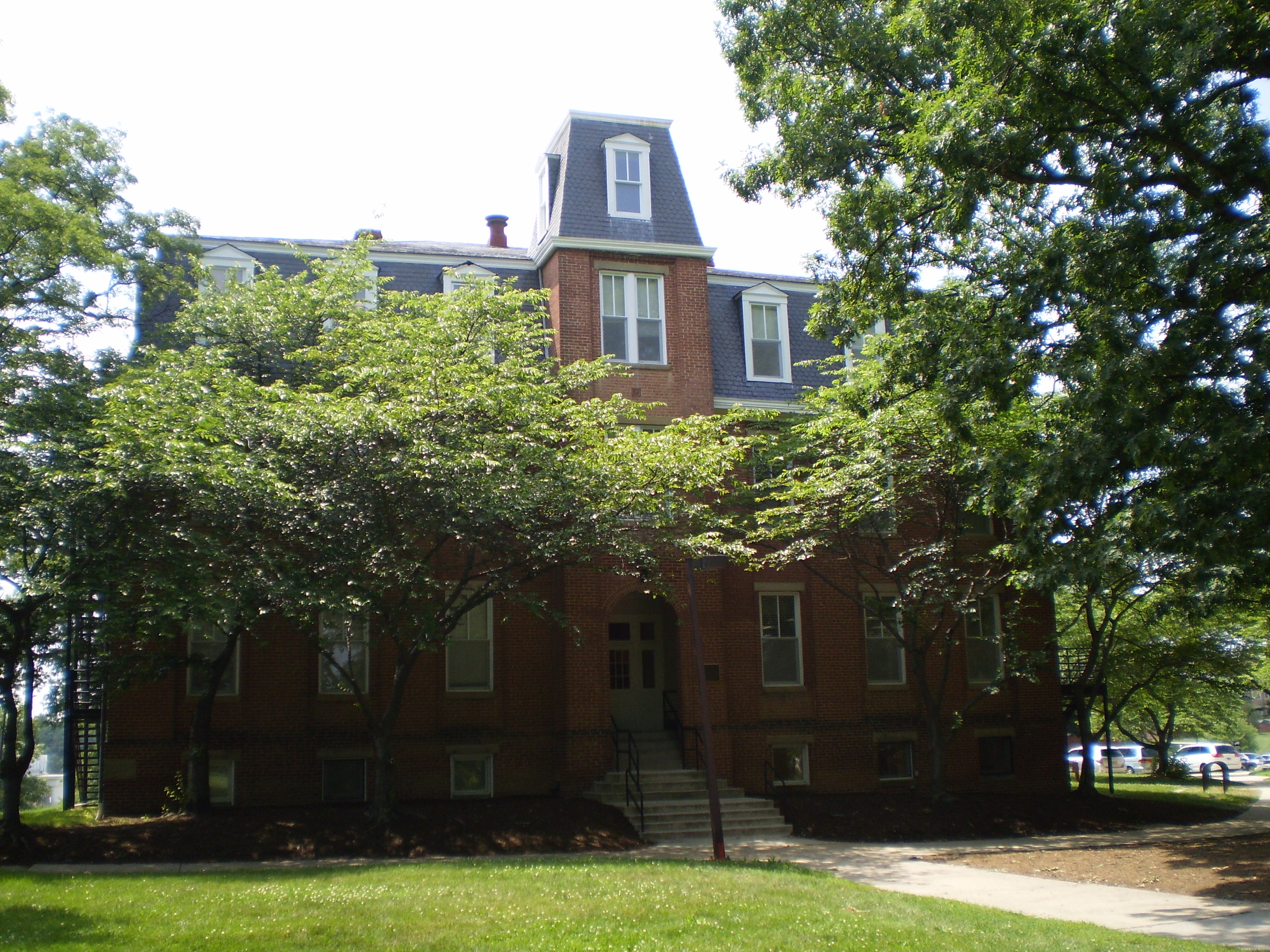
Morrill Hall, het oudste gebouw op de campus (1898)

De Universiteit van Maryland, College Park (ook vaak gewoon de Universiteit van Maryland, UMD, UMCP of Maryland) is een openbare onderzoeksuniversiteit, gevestigd in College Park in Prince George's County, Maryland buiten Washington, D.C. De Universiteit van Maryland, opgericht in 1856, is het vlaggenschip van het University System of Maryland. De universiteit wordt beschouwd als Public Ivy. Met een totaal aantal studenten van 36.014 is Maryland de grootste universiteit in de staat en het Washington Metropolitan Area. Het is een lid van de Association of American Universities en een van de oprichters van de Atlantic Coast Conference sportcompetitie.
De ligging van de Universiteit van Maryland heeft geleid tot sterke onderzoeksbanden, vooral met de federale regering. Veel medewerkers ontvangen onderzoeksfondsen en ondersteuning van instanties zoals de National Institutes of Health, de NASA en het Department of Homeland Security.
In het belastingjaar 2009 werd het budget van de University of Maryland, College Park geschat op ongeveer 1,5 miljard dollar. De universiteit heeft meer dan 600 miljoen dollar aan private donaties opgehaald in de "Great Expectations" campagne.